# Krimun
Krimun is een bestuurslaag in het regentschap Indramayu van de provincie West-Java, Indonesië. Krimun telt 5310 inwoners (volkstelling 2010).